# 新加坡開埠
新加坡開埠是指1819年，英國人萊佛士爵士短暫到訪新加坡，和天猛公阿都拉曼以及蘇丹胡先，三人在2月6日簽署條約，批准英國東印度公司在新加坡開設貿易港 。另外，因為古代新加坡都曾經是一個主要的商埠， 所以亦會稱1819年為「現代新加坡開埠（the founding of modern Singapore）」。 而新加坡政府會在特定的重要週年年份舉辦不同的紀念活動。

## 歷史背景
18世紀後期，大英帝國與大清帝國商貿日益頻繁，而對於航海路線中途設置英國控制據點的需求亦越來越大。於是，英國東印度公司先後在1786年同1791年和吉打的蘇丹簽訂條約租借馬來西亞半島西面的檳城。而在1795年，第一次反法同盟戰爭期間，荷蘭的威廉五世在戰火下流亡英國，他簽發一系列後世稱為《基佑宮信函（Kew Letters）》的信件給予荷蘭在海外不同的殖民地，指示當地總督將管治權暫時交託給予英國，當中包括馬六甲、巴東等地。
1811年，柔佛的蘇丹馬末．沙三世（Mahmud Shah III）離世，隨即觸發他兩個兒子誰人繼位做新蘇丹的問題。大兒子東姑胡先（Tengku Hussein）當時不在柔佛，而是在彭亨舉辦婚禮，於是乎小兒子東姑阿都拉曼（Tengku Abdul Rahman）把握幾會繼位成為新蘇丹。而大兒子之後就被人放逐隱居到廖內群島入面的一個島上。
1814年，歐洲局勢穩定後，英國與荷蘭簽訂協議，英國將原本荷蘭的殖民地交還。荷蘭繼後在南洋勢力逐步增強，同時向停泊於區內荷蘭殖民地的船隻徵收大量稅款，包括英國船隻。

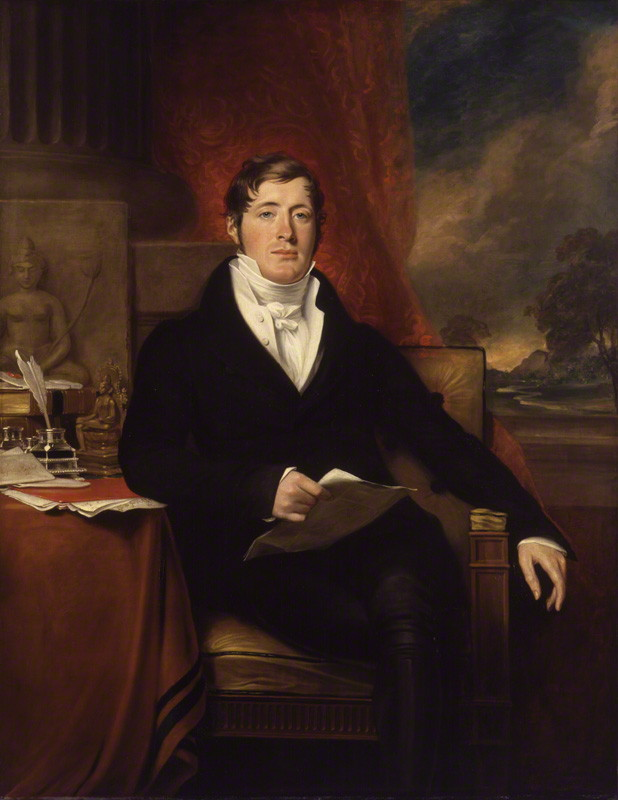
萊佛士爵士

1818年3月22日，萊佛士爵士在印尼明古魯出任殖民地副總督。去到同年秋天，他為了增加英國在區內的據點，前往印度並成功說服總督支持他在馬六甲海峽東南部尋訪一個適合的地點開闢做英國的新據點。
另一方面，同年11月28日，荷蘭與繼位做柔佛蘇丹的小兒子東姑阿都拉曼達成協議，在廖內設置駐軍營地，令荷蘭掌握馬六甲海峽主要航運通道的實際控制權。
之後在1819年1月28日，萊佛士爵士抵達新加坡。他旋即安排會見當時的天猛公阿都拉曼（Abdul Rahman），並在兩日後簽訂臨時協議，而且事後立即舉行英國旗升旗禮。但因為協議只屬臨時性質，所以仍然需要一份由當地蘇丹簽署的正式協議落實。
不過，因為當刻是由小兒子東姑阿都拉曼做蘇丹，而小兒子與荷蘭關係緊密，所以萊佛士可以成功遊說簽訂協議的機會非常低。
萊佛士為了解決這個問題，他利用繼位問題作為切入點，安排大兒子東姑胡先來到新加坡，指大兒子才是正統繼位人，宣佈承認東姑胡先為蘇丹，並在2月6日舉行正式簽署儀式，而且事後再一次舉行英國旗升旗禮。就此，新加坡正式開埠。

## 重要週年年份紀念活動
新加坡政府會在特定的重要週年年份舉辦不同的紀念活動。最近一次新加坡政府大搞開埠紀念活動的年份為2019年的二百週年紀念。

### 二百週年（2019年）

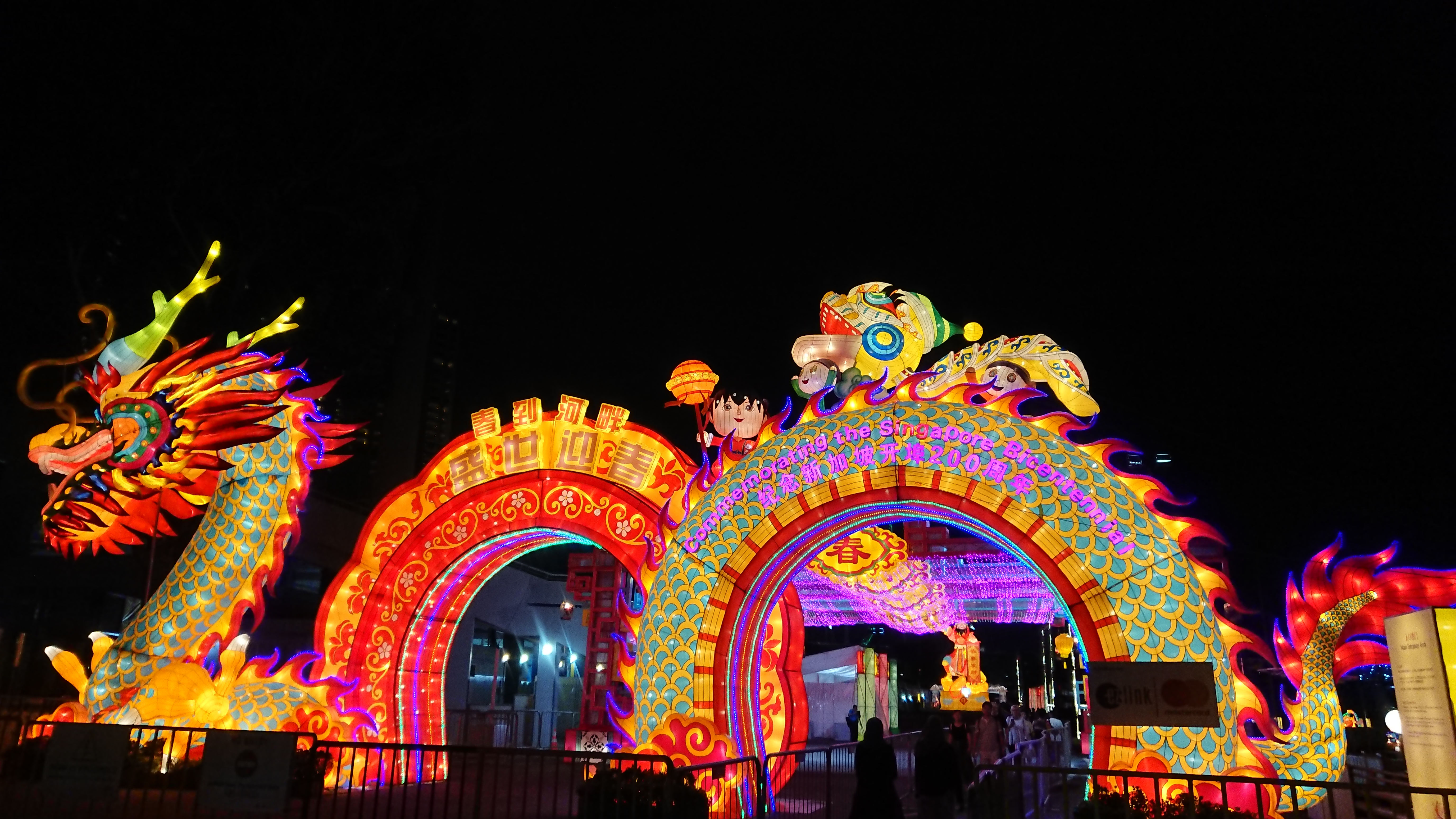
農曆年慶祝燈飾（右側拱門上以中英雙語標示「紀念新加坡開埠200週年」）

為了紀念開埠200週年，當時新加坡政府提前超過一年，在2017年年尾已經宣佈設立特別工作組專門負責籌備紀念活動的工作。去到2019年，總理李顯龍選擇在1月28日，就是萊佛士首次登陸新加坡的日子，來為緊接下來的一年的開埠紀念活動舉行啟動禮。紀念活動由政府，以及超過200個團體，還有3,800名義工共同協助籌備。當中包括演唱會、燈光匯演、歷史展覽等等。官方亦都為200週年發行紀念郵票同鈔票。政府更向有需要的群體，以慶祝開埠二百週年紀念為由，特別發放額外的稅務優惠和社福津貼。

### 一百五十週年（1969年）
1969年是新加坡開埠150週年，亦都是新加坡立國的第四年。當時新加坡政府是提早一年，即是1968年年初，就已經開始安排不同的慶祝活動。
去到第二年，時任總理李光耀選擇2月6日，在新加坡商會籌備的開埠150週年紀念宴會入面致辭，作為一連串慶祝活動的開首。當年官方不單只發行紀念郵票與金幣，還特別邀請英國皇室出席開埠紀念活動。當時雅麗珊郡主（Princess Alexandra）就接受新加坡政府的邀請，代表英國女皇伊利沙伯二世出訪新加坡參加。在新加坡的七日行程入面，雅麗珊郡主不單只參加開埠紀念節目，出席新加坡國慶日慶典巡遊，亦探訪新加坡居民。
除此之外，當年還有不同的展覽、演唱會、體育比賽等等不同節目慶祝開埠150週年。

### 一百週年（1919年）
殖民地政府提早一年成立兩個特別委員會，為慶祝開埠一百週年出謀獻計。「百年紀念委員會（Centenary Memorial Committee）」作為其中一個委員會，決定設立一個基金為高等教育同興建一所本地大學籌集資金。這個基金隨後促成萊佛士學院（Raffles College）的成立，而學院最後會演變成今日的新加坡國立大學。
當時，開埠一百週年紀念日被定為公眾假期。當日早上，時任總督在原有的萊佛士黑銅雕像的基座上面，為一塊表揚萊佛士爵士的新紀念碑舉行揭幕儀式，讚揚萊佛士爵士在新加坡的發展上面所扮演的重大角色，同時亦都以此為連串慶祝活動拉開序幕。
開埠百年的紀念活動包括巡遊、賽艇、聖安德烈座堂的感恩崇拜等等。而新加坡上下不同的族裔社群，包括阿拉伯人、泰米爾人、穆斯林、歐亞混血群體與猶太社區等等，都有舉行慶祝活動。

### 五十週年（1869年）

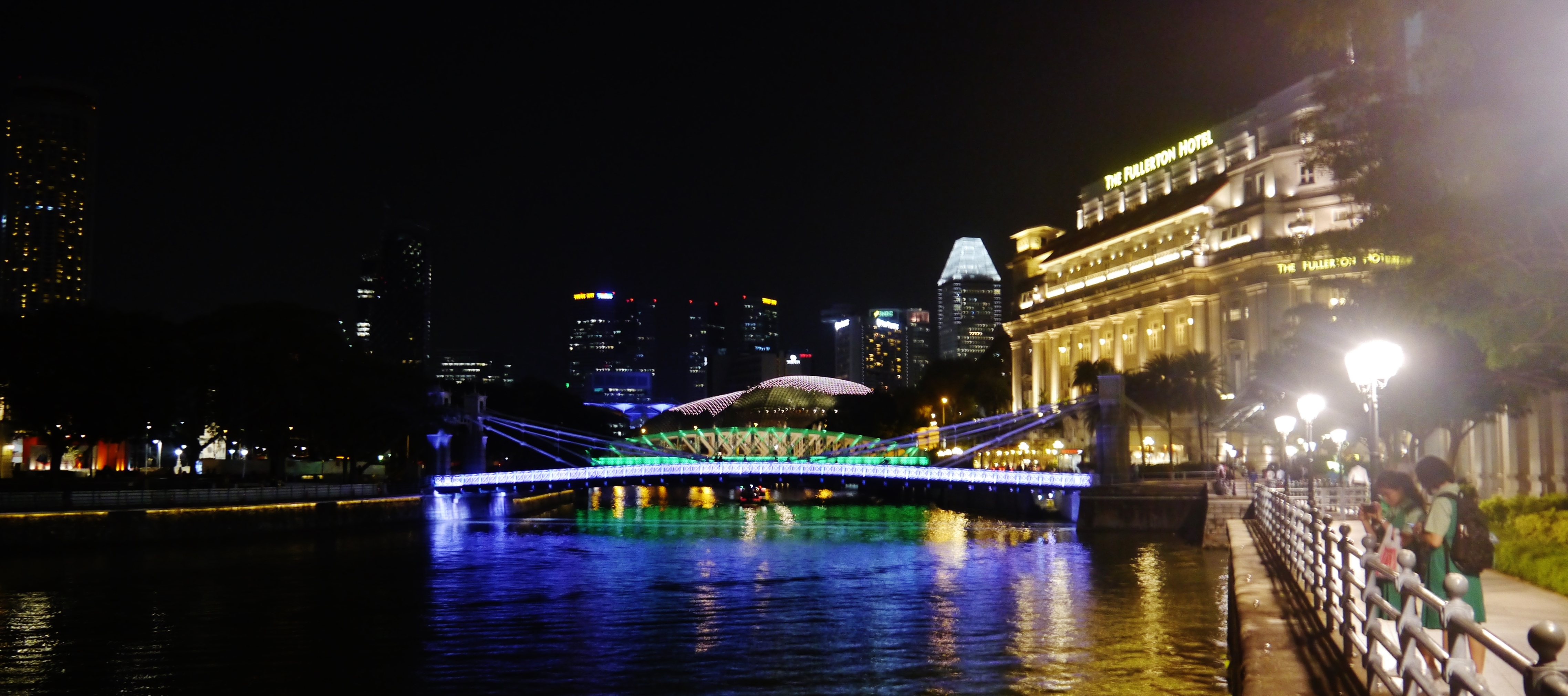
夜晚的加文納橋

加文納橋 (Cavenagh Bridge) 於1869年開幕，來慶祝新加坡開埠50週年。這條橋是以1859至1867年期間，海峽殖民地最後一任總督 William O. Cavenagh 爵士的名字而命名。
這條橋是新加坡河上面，現存最古老的吊橋。2019年8月，同時又是開埠二百週年的年份，新加坡政府宣佈將這座吊橋列為國家古蹟之一。